# NGC 2035

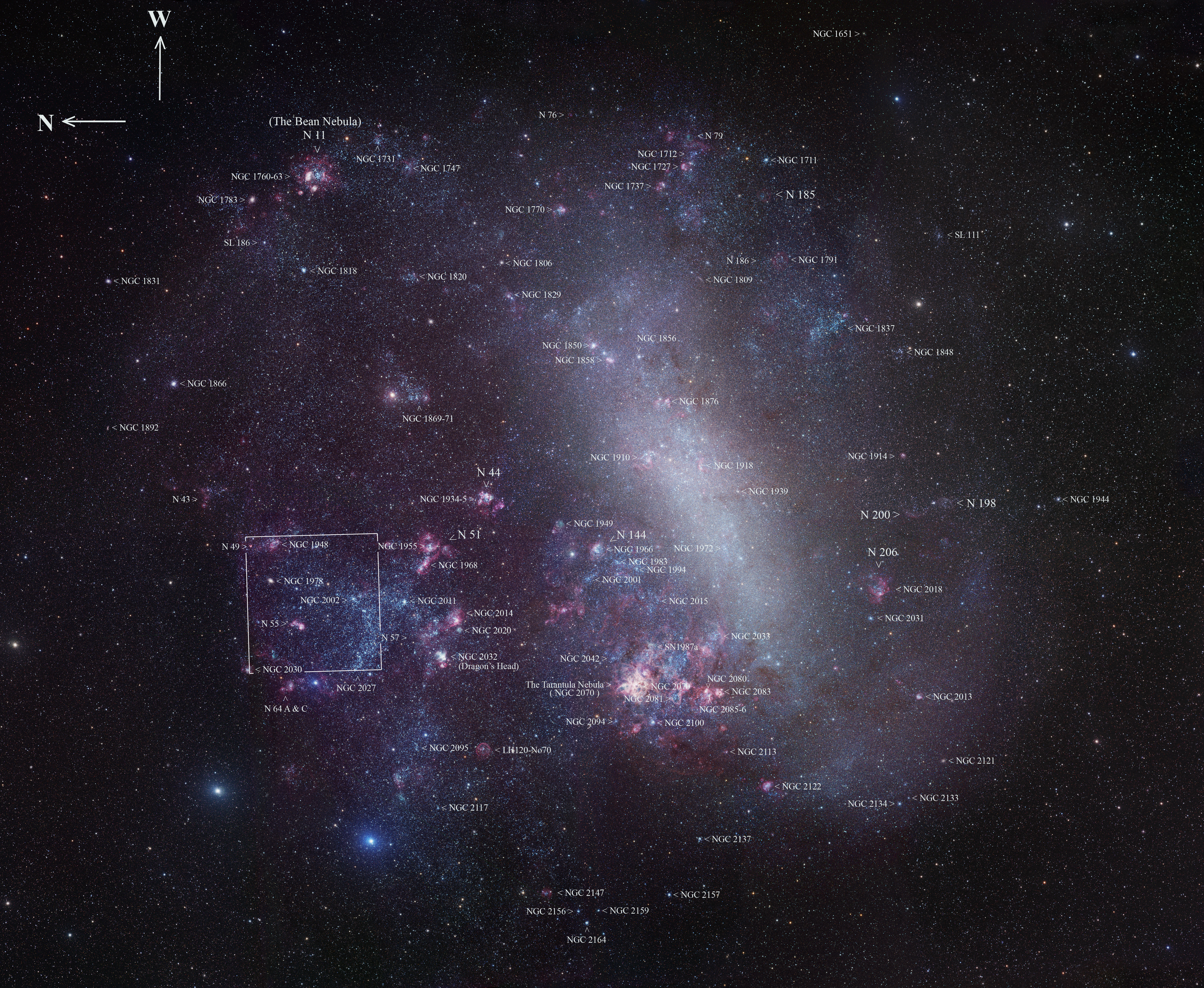
本幅大麥哲倫星系影像中標注NGC 2035與NGC 2032，位於影像中央偏左。

NGC 2035，即ESO 56-EN161，或稱為龍首星雲（Dragon's Head Nebula）是位於大麥哲倫星系內部的發射星雲和电离氢区，在天球上位於劍魚座。NGC 2035由詹姆士·敦洛普發現於1826年8月3日。
NGC 2035是星雲和恆星複合體的一部份，該區域包含NGC 2029、NGC 2032和NGC 2040，位於大麥哲倫星系主要區域的北方。該區域由大範圍的明亮氣體組成，並且內部被黑暗塵埃雲分成數個部分。NGC 2029、NGC 2032和NGC 2035是恆星形成區域，而NGC 2040則是包含疏散星團的超新星遺跡。